# Muscles (bài hát)
"Muscles" là đĩa đơn nhạc soul do Michael Jackson sáng tác và sản xuất, do ca sĩ R&B/soul người Mỹ Diana Ross trình bày.

## Danh sách track
UK vinyl, 12" (12CL 268)
1. "Muscles" – 4:36
2. "I Am Me" – 3:50

US vinyl, 12", promo (JD-13382)
1. "Muscles" – 6:38
2. "I Am Me" – 3:50

US vinyl, 7" (PB 13348)
1. "Muscles" – 3:59
2. "I Am Me" – 3:50

FR vinyl, 7" (2C 008-86609)
1. "Muscles" – 3:59
2. "I Am Me" – 3:50

NE vinyl, 12" (052Z-86609)
1. "Muscles" – 4:35
2. "I Am Me" – 3:47

NE vinyl, 7" (1A 006-86609)
1. "Muscles" – 3:59
2. "I Am Me" – 3:50

## Bảng xếp hạng
| Bảng xếp hạng (1982)              | Vị trí cao nhất |
| --------------------------------- | --------------- |
| U.S. Billboard Hot 100            | 10              |
| U.S. Billboard Hot Black Singles  | 4               |
| U.S. Billboard Adult Contemporary | 27              |